# 里贾茨
里贾茨，是匈牙利佐洛州所辖的一个村，总面积15.36平方公里，总人口437，人口密度28.5人/平方公里（2010年1月1日）。